# Golfo Saint Vincent

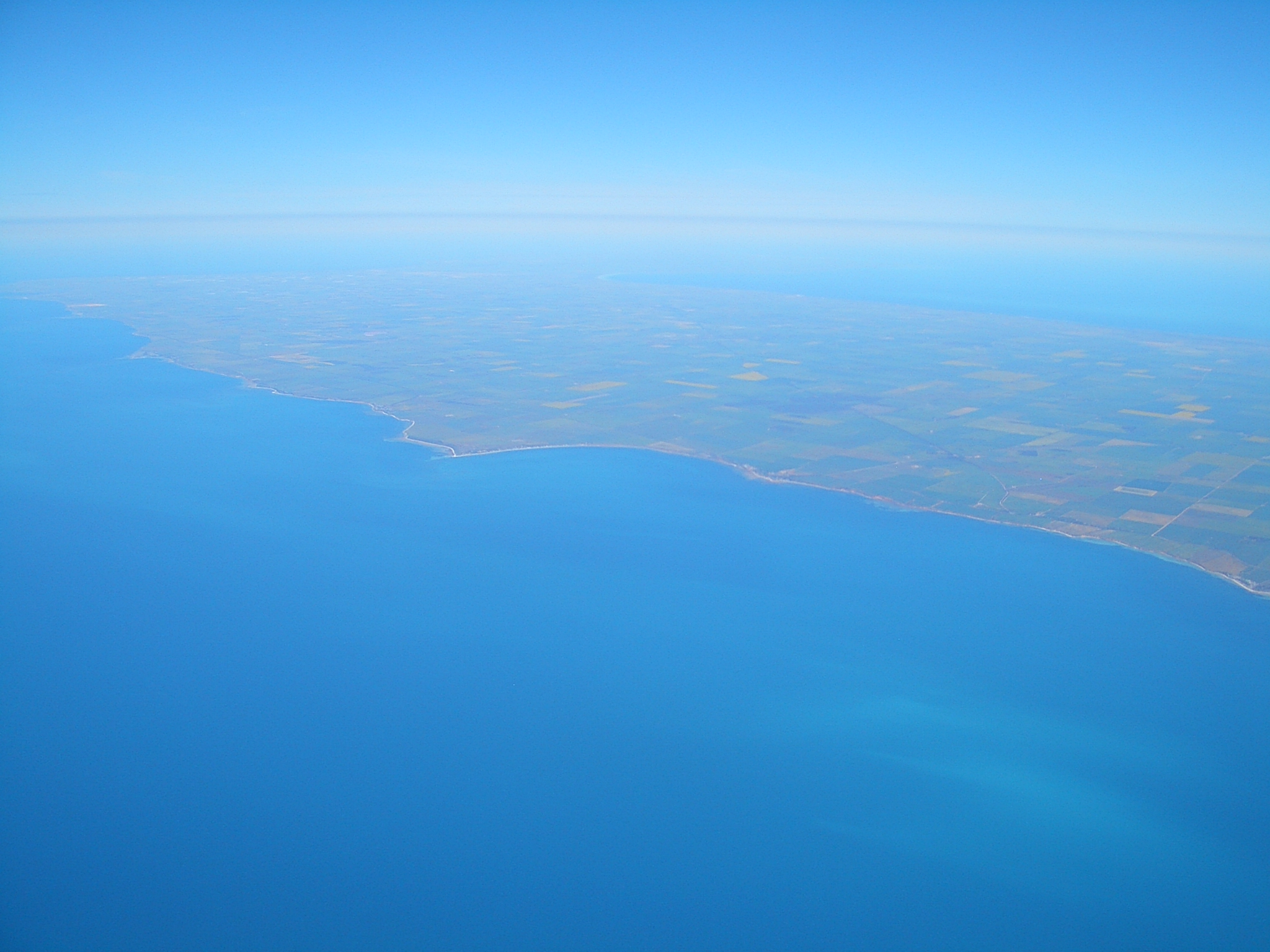
El golfo St Vincent (en primer plano) y la península de Yorke

El golfo Saint Vincent (del inglés: Gulf St Vincent) es el más oriental de los dos grandes entrantes marinos localizados en la parte central de la costa sur de Australia, frente a la Gran Bahía Australiana y perteneciente al estado de Australia del Sur. El golfo tiene unos 180 km de largo y unos 60 km de anchura media, que llegan a los 120 km en su boca. Está bordeado por la península de Yorke, al oeste, y la península de Fleurieu, al sureste.
La isla Canguro está situada en la apertura al océano Índico, dejando dos estrechos de comunicación: al oeste, el estrecho Investigator y al este, el pasaje Backstairs. La capital de Australia Meridional, Adelaida, está situada en su costa oriental. Otras ciudades notables en el golfo son Ardrossan, Port Wakefield, Edithburgh y Port Vincent.
El golfo es también abundante en varios organismos de las clases crustacea y polychaeta, sí como varias especies de ascidias y erizos de mar. Los bentos es una plataforma de sedimentos blandos, con especies de zosteraceae alrededor de la boca Port River.
Se está construyendo en la costa del golfo, en Lonsdale, la planta desalinizadora de Port Stanvac que, a partir de 2010, abastecerá el área metropolitana de Adelaida con agua desalinizada procedente del golfo.

## Historia
Fue nombrado Gulph of St. Vincent por Matthew Flinders el 30 de marzo de 1802. Antes de eso, había sido conocido como Golphe Josephine, nombrado ese mismo año por la conocida como expedición Baudin, una expedición francesa comandada por Nicolas Baudin.